# Maxime Beaumont
Maxime Eugène René Beaumont (* 23. April 1982 in Boulogne-sur-Mer) ist ein französischer Kanute.

## Karriere
Maxime Beaumont gewann seine ersten internationalen Medaillen im Jahr 2012, als er bei den Europameisterschaften in Zagreb im Einer-Kajak über 200 Meter die Silbermedaille gewann. Im selben Jahr gab er in dieser Disziplin auch sein Olympiadebüt in London. Nach zweiten Plätzen in den Vor- und Halbfinalläufen erreichte er das Finale, in dem er als Vierter knapp einen Medaillengewinn verpasste. Im Zweier-Kajak gewann Beaumont sowohl bei den Weltmeisterschaften in Duisburg über 500 Meter als auch bei den Europameisterschaften in Montemor-o-Velho über 200 Meter jeweils Bronze. Weitere Medaillengewinne folgten im Jahr darauf bei den Weltmeisterschaften in Moskau mit Silber in der 4-mal-200-Meter-Staffel im Einer-Kajak sowie mit Bronze im Zweier-Kajak über 200 Meter. Die Europameisterschaften in Brandenburg an der Havel beendete er im Zweier-Kajak über 500 Meter auf dem zweiten Platz.
Im Einer-Kajak wurde Beaumont 2015 in Mailand über 200 Meter Vizeweltmeister. Er erreichte bei den Europaspielen im selben Jahr in Baku mit Sébastien Jouve zwar den Endlauf im Zweier-Kajak auf der 200-Meter-Strecke, die beiden kamen jedoch nicht über den achten Platz hinaus. Bei den Olympischen Spielen 2016 in Rio de Janeiro startete Beaumont in zwei Disziplinen. Zusammen mit Sébastien Jouve gelang ihm im Zweier-Kajak über die 200-Meter-Distanz erneut die Qualifikation für das Finale, das sie auf dem siebten Rang beendeten. Noch weitaus besser lief für Beaumont das Rennen im Einer-Kajak: als jeweils Schnellster seiner Läufe qualifizierte er sich für das Finale, in dem ihm die zweitschnellste Zeit gelang. Mit einer Rennzeit von 35,362 Sekunden gewann er hinter Liam Heath und vor den zeitgleichen Ronald Rauhe und Saúl Craviotto die Silbermedaille.
2018 belegte Beaumont bei den Mittelmeerspielen in Castelldefels im Einer-Kajak auf der 200-Meter-Strecke den dritten Platz. Bei den Europaspielen 2019 in Minsk sicherte sich Beaumont in dieser Disziplin den Gewinn der Goldmedaille.